# Lubbockia squillimana
Lubbockia squillimana är en kräftdjursart som beskrevs av Claus 1863. Lubbockia squillimana ingår i släktet Lubbockia och familjen Lubbockiidae. Inga underarter finns listade i Catalogue of Life.